# Jimi Hendrix
James Marshall «Jimi» Hendrix (Seattle, Washington, 27 de novembre del 1942 - Londres, Anglaterra, 18 de setembre de 1970), nascut Johnny Allen Hendrix, fou un guitarrista, cantautor i compositor estatunidenc. Tot i romandre només quatre anys a la fama, està àmpliament considerat com un dels guitarristes elèctrics més influents de la història de la música popular i com un dels músics més cèlebres del segle xx. La Rock and Roll Hall of Fame el descriu com «probablement el millor instrumentista de la història de la música rock».
Nascut a Seattle, Hendrix començà a tocar la guitarra als 15 anys. El 1961 s'allistà a l'Exèrcit dels EUA; l'any següent rebé una baixa honorable. Poc després es mudà a Clarksville (Tennessee) i començà a fer actuacions pel chitlin' circuit, guanyant-se un lloc al grup de teloners de The Isley Brothers i després amb Little Richard, amb el qual continuà treballant fins a mitjan 1965. Després tocà amb Curtis Knight and the Squires abans de traslladar-se a Anglaterra a finals del 1966, quan Linda Keith el descobrí i al seu torn interessà al baixista de The Animals, Chas Chandler, en convertir-se en mànager seu. En pocs mesos Hendrix aconseguí tres èxits que assoliren el top 10 del Regne Unit amb The Jimi Hendrix Experience: «Hey Joe», «Purple Haze» i «The Wind Cries Mary». Guanyà fama als EUA després de la seva actuació al Monterey Pop Festival de 1967; l'any següent Electric Ladyland, el seu tercer i últim àlbum d'estudi, assolia la primera posició als Estats Units; esdevingué el seu treball més reeixit comercialment i l'únic dels seus àlbums que seria número u. Com a actuador més ben pagat del món, encapçalà el Woodstock Festival el 1969 i l'Isle of Wight Festival de 1970 abans de morir accidentalment el 18 de setembre de 1970, asfixiant-se després de prendre barbitúrics a l'edat de 27 anys.
Les influències musicals de Hendrix foren el rock and roll i el blues elèctric nord-americà. Preferia els amplificadors de distorsió a alt volum i amb guany i utilitzà com a instrumentals els sons abans indesitjables causats per la realimentació positiva de l'amplificador de guitarra. Va ajudar a popularitzar l'ús del wah-wah al rock de masses i va ser el primer artista a utilitzar efectes de phaser estereofònics als enregistraments. Holly George-Warren de Rolling Stone comentà: «Hendrix fou pioner de l'ús de l'instrument com una font de so electrònic. Els tocadors d'abans havien experimentat amb la realimentació i la distorsió, però Hendrix convertí aquests efectes i altres en un vocabulari controlat i fluid cada part tan personal com el blues amb què començà».
Hendrix fou rebedor de diversos premis musicals al llarg de la seva vida i pòstumament. El 1967 els lectors de Melody Maker el votaren com a Músic Pop de l'Any i el 1968, la Billboard l'anomenà l'Artista de l'Any i la Rolling Stone el proclamà Actuador de l'Any. Disc and Music Echo l'honoraren com a ... Rolling Stone enumerà els seus tres àlbums d'estudi, Are You Experienced, Axis: Bold as Love i Electric Ladyland, entre els 100 millors àlbums de tots els temps, i a Hendrix com a millor guitarrista i sisè millor artista de tots els temps.

## Biografia

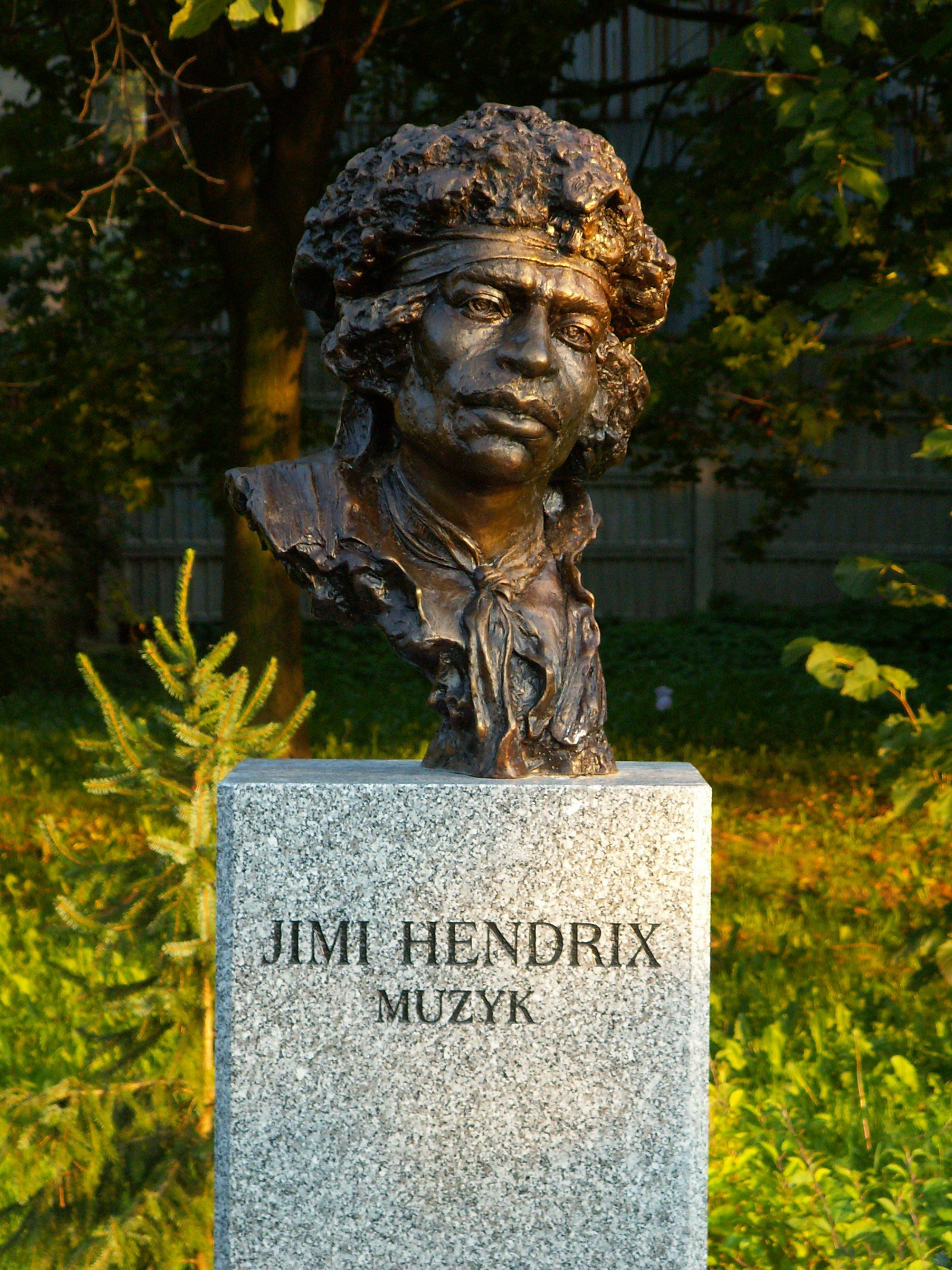
Bust en homenatge

Jimi Hendrix va néixer el 27 de novembre del 1942 en el King County Hospital de Seattle en l'estat de Washington, Estats Units. La seua àvia materna era una índia cherokee pura i el seu avi, un escocès. Sa mare sempre va tenir problemes amb la beguda, de manera que Hendrix va ser criat per son pare, l'afroamericà Al Hendrix. Autodidacta, va aprendre a tocar blues escoltant Muddy Waters i Johnny "Guitar" Watson, i la seva carrera musical començà al costat de prestigiosos artistes de blues com B.B. King, Ike & Tina Turner, Little Richard i Wilson Pickett. Les seves principals influències foren T Bone Walker i Johnny Guitar Watson. El 1966 es traslladà a Anglaterra, on formà el grup Experience. Allí contactà –i els influí– amb músics com The Beatles, Eric Clapton, The Rolling Stones o The Animals.
La seva fama esclatà després de la seva actuació al festival de Woodstock del 1969. Considerat com un investigador i renovador del rhythm and blues i alhora un mite sexual. Després de publicar el 1966 i 1967 els singles Hey Joe i Purple Haze que el feren famós, el seu zenit artístic arribà amb l'edició del disc Axis Bold as Love (1967), considerat la cimera de la música psicodèlica i que va immortalitzar el tema Little wing, una de les seues composicions pròpies més valorada pel seu treball de guitarra. A més, enregistrà Are you Experienced (1967), Electric Ladyland (1968) i Band of Gypsys (1970). Va morir el 18 de setembre del 1970 a causa de mesclar alcohol i pastilles per dormir. La seua xicota va testificar que se n'havia pres 7 i va morir ofegat pel seu propi vomit. Entrava així a formar part del Club dels 27 en la imaginació popular.
Després de la seva mort, el seu mite es va engrandir i gairebé tots els grans guitarristes de rock and roll i blues posteriors se n'han declarat deixebles o bé han admès la seva influència. L'any 2003, la revista Rolling Stone el va elegir com el millor guitarrista de tots els temps i la seva cançó Purple Haze com la segona millor amb guitarra de tots els temps.

## Discografia

### Àlbums d'estudi
- Are You Experienced (Maig 1967 – UK; Agost 1967 – US) UK #2; US #5
- Axis: Bold as Love (Desembre 1967) UK #5; US #3
- Electric Ladyland (Setembre 1968) UK #5; US #1
- First Rays of the New Rising Sun (gravat el 1969-1970, regravat l'abril de 1997) UK #37; US #49

### Àlbums en directe
- Band of Gypsys (Abril 1970) UK #5; US #5

### Selecció d'Àlbums en directe editats després de la mort de Hendrix
- In The West (1972)
- Jimi Plays Monterey (1986)
- Live at Woodstock (July 1999)
- Live at Berkeley (1st and 2nd show) (September 2003)
- Band of Gypsys Live at the Fillmore East (1999)

### Recopilacions
- Smash Hits (Abril 1968 – UK; Juliol 1969 – US) UK #5; US #6
- Experience Hendrix: The Best of Jimi Hendrix (Septembrer 1997 – UK; Novembre 1998 – US)
- Blues (Abril 1994)
- BBC Sessions (Juny 1998)
- The Ultimate Experience (Abril 1993)
- The Jimi Hendrix Experience (Box Set) (Septembre 2000)
- Voodoo Child - The Jimi Hendrix Collection (2002)

## Senzills
| Data      | Segell                 | Cara_A                                         | UK singles | US Hot 100 | Cara_B                                       | UK singles | US Hot 100 |
| --------- | ---------------------- | ---------------------------------------------- | ---------- | ---------- | -------------------------------------------- | ---------- | ---------- |
| 16-Dic-66 | Polydor 56139 (UK)     | Hey Joe                                        | 6          | -          | Stone Free                                   | -          | -          |
| 17-Mar-67 | Track 604 001 (UK)     | Purple Haze                                    | 3          | -          | 51st Anniversary                             | -          | -          |
| 01-May-67 | Reprise 0572 (US)      | Hey Joe                                        | -          | -          | 51st Anniversary                             | -          | -          |
| 05-May-67 | Track 604 004 (UK)     | The Wind Cries Mary                            | 6          | -          | Highway Chile                                | -          | -          |
| 19-Jun-67 | Reprise 0597 (US)      | Purple Haze                                    | -          | 65         | The Wind Cries Mary                          | -          | -          |
| 19-Ago-67 | Track 604 007 (UK)     | Burning of the Midnight Lamp                   | 18         | -          | The Stars That Play With Laughing Sam's Dice | -          | -          |
| 27-Nov-67 | Reprise 0641 (US)      | Foxy Lady                                      | -          | 67         | Hey Joe                                      | -          | -          |
| 26-Feb-68 | Reprise 0665 (US)      | Up From The Skies                              | -          | 82         | One Rainy Wish                               | -          | -          |
| 02-Sep-68 | Reprise 0767 (US)      | All Along The Watchtower                       | -          | 20         | Burning of the Midnight Lamp                 | -          | -          |
| 18-Oct-68 | Track 604 025 (UK)     | All Along The Watchtower                       | 5          | -          | Long Hot Summer Night                        | -          | -          |
| 18-Nov-68 | Reprise 0792 (US)      | Crosstown Traffic                              | 52         | 37         | Gypsy Eyes                                   | -          | -          |
| 15-Sep-69 | Reprise 0853 (US)      | Stone Free                                     | -          | -          | If 6 Was 9                                   | -          | -          |
| 14-Nov-69 | Track 604 033 (UK)     | (Let Me Light Your) Fire                       | -          | -          | Burning of the Midnight Lamp                 | -          | -          |
| 13-Abr-70 | Reprise 0905 (US)      | Stepping Stone                                 | -          | -          | Izabella                                     | -          | -          |
| 23-Oct-70 | Track 2095 001 (UK)    | Voodoo Child (Slight Return)                   | 1          | -          | Hey Joe                                      | -          | -          |
| 08-Mar-71 | Reprise 1000 (US)      | Freedom                                        | -          | 59         | Angel                                        | -          | -          |
| Abr-71    | Track 2094 007 (UK)    | Angel                                          | -          | -          | Night Bird Flying                            | -          | -          |
| Oct-71    | Track 2094 010 (UK)    | Gypsy Eyes                                     | 35         | -          | Remember                                     | -          | -          |
| Oct-71    | Reprise 1044 (US)      | Dolly Dagger                                   | -          | 74         | Star Spangled Banner (en viu)                | -          | -          |
| Ene-72    | Reprise 1082 (US)      | Johnny B. Goode (en viu)                       | -          | -          | Loverman (en viu)                            | -          | -          |
| Ene-72    | Polydor 2001 277 (UK)  | Johnny B. Goode (en viu)                       | 35         | -          | Little Wind (en viu)                         | -          | -          |
| Ago-73    | Reprise K-14286 (UK)   | Hear My Train A-Comin'                         | -          | -          | Rock Me Baby (en viu)                        | -          | -          |
| Ago-78    | Polydor 2141-258 (UK)  | Gloria                                         | -          | -          | -                                            | -          | -          |
| Dic-79    | Reprise PRO-A-840 (US) | The Little Drummer/Silent Night/Auld Lang Syne | -          | -          | Three Little Bears                           | -          | -          |
| 1982      | CBS A13-2749 (UK)      | Are You Experienced? (en viu)                  | -          | -          | Fire (en viu)                                | -          | -          |
| 1982      | Reprise 7-29845 (US)   | Fire (en vivo)                                 | -          | -          | Little Wind (en viu)                         | -          | -          |
| 1999      | MCA/CD 155-635-2 (US)  | Are You Experienced?                           | -          | -          | Remember                                     | -          | -          |